# Waldemar Cichoń (pisarz)
Waldemar Cichoń (ur. 9 marca 1974 w Tychach) – polski pisarz, autor książek dla dzieci i młodzieży, popularyzator czytelnictwa, twórca postaci kota Cukierka.

## Życiorys
Absolwent II Liceum Ogólnokształcącego w Tychach im. C.K. Norwida. Ukończył studia politologiczne na Wydziale Nauk Społecznych Uniwersytetu Śląskiego w Katowicach. Przez wiele lat pracował jako dziennikarz w mediach lokalnych i regionalnych, a następnie jako specjalista z zakresu public relations w przedsiębiorstwach i instytucjach naukowych.
W 2009 roku napisał – dla syna Marcela, który nie lubił czytania – swoją pierwszą książkę „Cukierku, Ty łobuzie!”, chcąc w ten sposób zachęcić go do polubienia literatury. Po dwóch latach, w roku 2011, książka została wydana.
Historia kota Cukierka stała się popularna wśród młodych czytelników. Książka doczekała się 27 wydań, zyskała status jednej z najczęściej kupowanych pozycji literatury dziecięcej w Polsce (ponad 500 tys. sprzedanych egzemplarzy – stan na 2021). W 2017 trafiła na listę lektur szkolnych Ministerstwa Edukacji Narodowej (klasy I-III) i zapoczątkowała liczącą 10 części serię.
Współpracuje z Wydawnictwem Żwakowskim oraz Wydawnictwem Aleksandria.

## Życie prywatne
Żonaty (z żoną Joanną, która jest wydawcą jego książek, tworzą parę od czasów szkoły średniej). Ojciec Marcelego (ur. 2000) oraz Macieja (ur. 2010). Posiada kota Cukierka i kotkę Tradycję.
Jest rodowitym Górnoślązakiem. Mieszka w tyskiej dzielnicy Żwaków.

## Twórczość

### Książki

#### Seria o kocie Cukierku
- „Cukierku, Ty łobuzie!” (Wydawnictwo Dreams, Rzeszów 2011, Wydawnictwo Żwakowskie, Tychy 2018)
- „Nie martw się, Cukierku!” (Wydawnictwo Dreams, Rzeszów 2012, Wydawnictwo Żwakowskie, Tychy 2018)
- „Popraw się, Cukierku!” (Wydawnictwo Dreams, Rzeszów 2013, Wydawnictwo Żwakowskie, Tychy 2019)
- „Jak się masz, Cukierku?” (Wydawnictwo Dreams, Rzeszów 2014, Wydawnictwo Żwakowskie, Tychy 2019)
- „Gdzie jesteś Cukierku?” (Wydawnictwo Dreams, Rzeszów 2015, Wydawnictwo Żwakowskie, Tychy, 2018)
- „Dziękuję Ci, Cukierku!” (Wydawnictwo Dreams, Rzeszów 2016, Wydawnictwo Żwakowskie, Tychy 2019)
- „Co słychać, Cukierku?” (Wydawnictwo Żwakowskie, Tychy 2018)
- „Dasz radę, Cukierku!” (Wydawnictwo Żwakowskie, Tychy 2018)
- „Masz rację, Cukierku!” (Wydawnictwo Żwakowskie, Tychy 2019)
- „Trzymaj się, Cukierku! (Wydawnictwo Żwakowskie, Tychy 2021)
- „Sugar, You rascal!” (anglojęzyczna wersja „Cukierku, Ty łobuzie!”, Wydawnictwo Żwakowskie, Tychy, 2021)

#### Seria o psie Riko
- „Jeśli się zgadzasz, zaszczekaj dwukrotnie!” (Wydawnictwo Żwakowskie, Tychy 2018)
- „Zaszczekaj to jeszcze raz” (Wydawnictwo Żwakowskie, Tychy 2020)
- „Kto szczeka, nie błądzi” (Wydawnictwo Żwakowskie, Tychy 2021)

#### Seria „śląska”
- „Zdarziło sie na Ślonsku. Łopowieści niysamowite niy ino dlo bajtli” (Wydawnictwo Żwakowskie, Tychy 2015 r.)
- „Tam, kaj rodzom się djamynty. Wtóre łopowieści niysamowite niy ino dlo bajtli” (Wydawnictwo Żwakowskie, Tychy 2017 r.)

#### Pozostałe książki
- „Skrzat” (Wydawnictwo Żwakowskie, Tychy 2017, Tychy 2021)

### Audiobooki
- „Cukierku, Ty łobuzie!” (Wydawnictwo Aleksandria, Katowice 2020)
- „Nie martw się, Cukierku!” (Wydawnictwo Aleksandria, Katowice 2020)
- „Popraw się, Cukierku!” (Wydawnictwo Aleksandria, Katowice 2020)
- „Jak się masz, Cukierku?” (Wydawnictwo Aleksandria, Katowice 2020)
- „Gdzie jesteś Cukierku?” (Wydawnictwo Aleksandria, Katowice 2020)
- „Dziękuję Ci, Cukierku!” (Wydawnictwo Aleksandria, Katowice 2020)
- „Co słychać, Cukierku?” (Wydawnictwo Aleksandria, Katowice 2020)
- „Dasz radę, Cukierku!” (Wydawnictwo Aleksandria, Katowice 2020)
- „Masz rację, Cukierku!” (Wydawnictwo Aleksandria, Katowice 2020)
- „Trzymaj się, Cukierku! (Wydawnictwo Aleksandria, Katowice 2021)
- „Jeśli się zgadzasz, zaszczekaj dwukrotnie” (Wydawnictwo Aleksandria, Katowice 2021)
- „Zdarziło sie na Ślonsku. Wtóre łopowieści niysamowite niy ino dlo bajtli” (Wydawnictwo Aleksandria, Katowice 2021)
- „Skrzat” (Wydawnictwo Aleksandria, Katowice 2021)